# Форт-Шевченко
Форт-Шевченко (каз. Форт-Шевченко) — місто, центр Тупкараганського району Мангистауської області Казахстану. Адміністративний центр та єдиний населений пункт Форт-Шевченківської міської адміністрації.
Населення — 8447 осіб (2021; 4888 у 2009, 3624 у 1999, 3476 у 1989).
Назване на честь українського поета Тараса Григоровича Шевченка.

## Історія

Малюнок Тараса Шевченка «Новопетровське укріплення та вид на станицю Ніколаєвську»

Засноване 1846 року як Новопетровське укріплення, 1857 року перейменоване на Форт-Олександрівський. 1939 року назване на вшанування Тараса Шевченка, який тут відбував заслання у 1850–1857 роках. Тут розташовано меморіальний музей імені Т. Г. Шевченка і закладений ним парк.

Протягом 1853—1865 років комендантом Новопетровського укріплення був Іраклій Олександрович Усков.